# 742

## Nașteri
- dată necunoscută: Tassilo al III-lea de Bavaria  (d. 794)